# Marie-Anne Barbier
Pour les articles homonymes, voir Barbier.
Marie-Anne Barbier, née en 1664 à Orléans et morte en 1742 à Paris, est une dramaturge française.

## Biographie
Marie-Anne Barbier, baptisée à Orléans le 21 janvier 1664, est issue d'un milieu d'artisans et de bourgeois. Son père, Jacques Barbier, maître artillier avant de devenir commissaire provincial d'artillerie, est marié à Marie Sinson, dont la famille appartient à la bourgeoisie d'offices. Après leur départ d'Orléans dans les années 1670, peut-être rejoignent-ils Paris où les Sinson sont installés. On ne sait rien des années de formation de Marie-Anne Barbier. À la fin du XVIIe siècle, elle fréquente le salon de Marie-Anne Mancini et compose « quelques élégies » et pièces fugitives dont il ne reste aujourd'hui aucune trace. Ses premiers essais littéraires sont alors encouragés par le poète Martin de Baraton, puis le dramaturge Edme Boursault, qui lui servira de mentor dans sa carrière dramatique.
Amie intime de l’abbé Pellegrin et aidée de ses conseils, Marie-Anne Barbier écrivit pour le théâtre, faisant représenter quatre tragédies : Arrie et Petus (1702), Cornélie (1703), Tomyris (1707) et La Mort de César (1709) ; une comédie en un acte, Le Faucon (1719) ; deux opéras, Les Fêtes de l’été, sur une musique de Montéclair, et Le Jugement de Pâris (pastorale héroïque) et un opéra-ballet en trois actes, Les Plaisirs de la campagne (musiques de Toussaint Bertin de la Doué, 1718 et 1719).
Dans ses pièces, où les femmes tiennent le rôle principal, l’action est bien conduite, sa versification est facile et ne manque pas d’élégance.
En juillet 1701, elle publie une courte « Épitaphe de Mlle de Scudéry » dans le Mercure galant. Dès ce début apparaît le souci évident de s'inscrire dans une généalogie littéraire féminine, en nouant notamment des contacts avec des protectrices puissantes. Soutenue par Boursault qui l'introduit auprès des Comédiens-Français, elle fait jouer sa première tragédie, Arrie et Pétus, le 3 juin 1702. La pièce attire l'attention de ses contemporains : certains accusent Barbier de n'être que le prête-nom d'un auteur masculin. Elle répond à ses détracteurs dans la préface de l'édition qui s'ensuit, soulevant une polémique qui se prolongera jusque dans les écrits de Voltaire, et de Pierre Bayle, dont l'une des Réponses aux questions d'un provincial (1704) est consacrée à la querelle. À la création de sa deuxième tragédie, les critiques citent l'un des proches de Marie-Anne Barbier, l'abbé Simon-Joseph Pellegrin, qui réfute cette attribution. Au cours de cette décennie, l'autrice produira encore deux autres tragédies, jouées à la Comédie-Française, dont La Mort de César (1709). À la recherche de mécènes et d'un réseau littéraire spécifiquement féminin, elle mène une activité mondaine intense et devient une habituée du salon de la peintre Élisabeth-Sophie Chéron.
Avec la Régence s'ouvre une nouvelle période dans sa carrière : après la disparition de plusieurs de ses amis et mécènes, Marie-Anne Barbier montre des ambitions plus professionnelles que mondaines et cherche désormais la protection d'un nouvel homme de pouvoir, l'abbé Bignon, bibliothécaire du roi et rédacteur du Journal des savants. Abandonnant la tragédie, elle se tourne vers de nouveaux genres littéraires, plus proches des « Modernes », comme en témoigne, en 1713, son recueil d'Histoires galantes inspirées des Sucesos y prodigios de amor de Juan Pérez de Montalbán (1624). En 1716 et 1718, elle connaît ses plus grandes réussites avec deux livrets d'opéra : Les Fêtes de l'été tiennent l'affiche à l'Opéra pendant plusieurs mois, tandis que Le Jugement de Pâris donne lieu à de nombreux commentaires, parodies et reprises. Elle fait également paraître un périodique, Saisons littéraires, qui contient d'importantes critiques théâtrales au moins en partie siennes. Après 1722, Marie-Anne Barbier cesse de publier, mais continue à écrire, comme l'attestent deux comédies manuscrites en prose. Les rares traces de l'autrice, après sa disparition de la scène littéraire, laissent également supposer qu'elle continue d'évoluer dans le milieu du théâtre.
En 1736, Voltaire publie une tragédie elle aussi nommée La Mort de César. Il discrédite l'originale de Marie-Anne Barbier, affirmant, sans preuve, que cette pièce première du nom a été écrite avec Bernard de Fontenelle. Voltaire avait déjà porté ce genre de diffamation concernant la pièce Brutus, écrite en 1712 par Catherine Bernard - pièce qu'il avait plagié en 1730 - en déclarant que Fontenelle en était l'auteur.
La date et le lieu de la mort de Marie-Anne Barbier restent inconnus, mais Évrard Titon du Tillet, qui la connut personnellement, affirme qu'elle mourut « vers l'année 1745, dans un âge très avancé ».
Dans son œuvre tragique, Barbier a entamé un dialogue avec ses prédécesseurs Corneille et Racine, au moyen d'un jeu intertextuel poussé. Malgré le poids de cet héritage, elle a su étendre les frontières de la tragédie en mettant en valeur les sentiments de ses héros. Elle a également privilégié la mise en scène de « femmes fortes » issues de l'histoire antique et fait preuve d'un intérêt accru pour « la gloire de notre sexe ». L'attribution de son œuvre à Pellegrin, encore citée aujourd'hui, est démentie par une comparaison formelle des œuvres des deux auteurs, aussi bien que par les documents d'époque. Cela n'a d'ailleurs pas nui à la fortune littéraire de l'autrice, surtout au cours du XVIIIe siècle : traduite en néerlandais, allemand, italien et russe, son œuvre a parfois acquis un statut « canonique » jamais atteint en France. Les études récentes mettent aujourd'hui l'accent sur l'aspect féministe de son écriture, et sur la place essentielle que tient son œuvre dans l'histoire du théâtre et dans l'esthétique post-classique.

## Œuvres
- Cornélie, mère des Gracques, Volker Schröder, Paris, Honoré Champion, 2005  (ISBN 978-2-908728-40-8) [Lire en ligne sur Gallica]
- Théâtre de Mademoiselle Barbier, Paris, Briasson, 1745 [Lire en ligne sur Gallica]
- « Épitaphe de Mademoiselle de Scudéry », Mercure galant, juillet, 1701 [Lire en ligne sur Gallica]
- Arrie et Pétus (tragédie en 5 actes, en vers), Comédie-Française (Paris), 3 juin 1702, Paris, Michel Brunet [Lire en ligne sur Gallica] -- dans Femmes dramaturges en France (1650-1750). Pièces choisies, éd. Perry Gethner , Paris / Seattle / Tübingen..., Papers on French Seventeenth Century Literature, « Biblio 17 », 1993
- Panthée, femme d'Abradate Roy de la Susiane (tragédie), non représentée, inédite, 1704.
- « Amour, est-ce toi qui m'appelles ? », dans Recueil d'airs sérieux et à boire, de différents auteurs, imprimé au mois de mai 1704, Paris, Christophe Ballard, (musique de Chéron de Rochesources).
- « À Madame la Duchesse de Bourgogne, sur le feu de joie de Versailles », Mercure galant, août, 1704.
- Vers à la gloire de l'auteur du Système du cœur, Mercure galant, août 1704.
- Tomyris   (Wikisource) (tragédie en 5 actes, en vers), Comédie-Française (Paris), 23 novembre 1706, Paris, Pierre Ribou, 1707 [Lire en ligne sur Gallica].
- « Ode à son Altesse Sérénissime Monseigneur le Duc du Maine », Le Nouveau Mercure, septembre-octobre, 1708.
- « Dissertation critique sur l’Œdipe de Corneille », Le Nouveau Mercure, janvier, 1709.
- « Élégie », Le Nouveau Mercure, janvier, 1709.
- La Mort de César   (Wikisource) (tragédie en 5 actes, en vers), Comédie-Française (Paris), 26 novembre 1709, Paris, Pierre Ribou, 1709 [Lire en ligne sur Gallica].
- Joseph (tragédie en vers), non représentée, inédite, 1712.
- « Ode sur la justice à M. d'Argenson », Mercure galant, novembre, 1712.
- Le Théâtre de l'amour et de la fortune, Paris, Pierre Ribou, 2 t.
- Saisons littéraires ou mélanges de poésie, d'histoire et de critique. Premier recueil, Paris, François Fournier, 1714. [Lire en ligne sur Gallica]
- Les Fêtes de l'été, ballet (livret d'opéra, prologue, 3-4 entrées), Académie royale de musique (Paris), 12 juin 1716, Paris, Pierre Ribou (musique de Michel Pignolet de Montéclair) [Lire en ligne sur Gallica].
- Le Jugement de Pâris, pastorale héroïque (livret d'opéra, prologue, 3 entrées), Académie royale de musique (Paris), 21 juin 1718, Paris, Pierre Ribou (musique de Toussaint Bertin de la Doué) [Lire en ligne sur Gallica]
- Le Faucon (comédie en 1 acte, en vers), Comédie-Française (Paris), 1er septembre 1719, Paris, veuve Pierre Ribou. [Lire en ligne sur Théâtre Classique] [Lire en ligne sur Gallica]
- Recueil des saisons littéraires. Dissertation critique sur la tragédie d'Atrée et de Thyeste, Rouen, J.B. Machuel.
- L'Inconstant (comédie en 3 actes, en prose), inédite (BnF, ms. fr. 9248).
- La Capricieuse (comédie en un acte, en prose), inédite (BnF, ms. fr. 9248).

## Postérité
- En 2019, des extraits de sa tragédie Arrie et Pétus sont lus par des élèves de l'ENS Lyon dans l'exposition sur l'empereur Claude organisée au Musée des Beaux-Arts de Lyon[12].
- En 2020, la scène 4 du premier acte de la tragédie Arrie et Pétus est adaptée à l’écran pour l’émission Replay d’Arte, jouée par Christa Theret et David Salles et réalisée par Matthias Castegnaro[13].
- En octobre 2020, des extraits de Tomyris sont lus par la comédienne Daphné Biiga Nwanak à l'Opéra de Lille dans le cadre des Quotidiennes[14], un cycle de lectures conçues et présentées par Antonio Cuenca Ruiz[15].
- En avril 2023, sa comédie Le Faucon est rejouée pour la première fois par la Compagnie de l’Émerveillement au théâtre Le Funambule à Paris.

## Pour approfondir